# Reial Associació de Futbol dels Països Baixos
La Reial Associació de Futbol dels Països Baixos (en neerlandès: Koninklijke Nederlandse Voetbal Bond, KNVB) dirigeix el futbol als Països Baixos.
És l'encarregada d'organitzar les principals lligues del país (Eredivisie, Eerste Divisie, i Tweede Divisie), les lligues amateurs, la KNVB Cup i la Selecció de futbol dels Països Baixos. Té la seu al municipi de Zeist.
Va ser fundada el 8 de desembre de 1889 i fou membre fundador de la FIFA el 1904.

## Presidents
| Inici | Fi   | President                  |
| ----- | ---- | -------------------------- |
| 1889  | 1892 | Pim Mulier                 |
| 1892  | 1893 | Pieter Droogleever Fortuyn |
| 1893  | 1894 | W. Prange                  |
| 1894  | 1897 | F.H. van Leeuwen           |
| 1897  | 1897 | Pim Mulier                 |
| 1897  | 1919 | Jasper Warner              |
| 1919  | 1930 | Jan Willem Kips            |
| 1930  | 1942 | Dirk van Prooye            |
| 1942  | 1953 | Karel Lotsy                |
| 1953  | 1957 | Hans Hopster               |
| 1957  | 1966 | Toon Schröder              |
| 1966  | 1980 | Wim Meuleman               |
| 1981  | 1993 | Jo van Marle               |
| 1993  | 2008 | Jeu Sprengers              |
| 2008  |      | Michael van Praag          |